# Hierax (almirante)
Hierax (griego: Ἱέραξ) fue un almirante espartano durante la guerra de Corinto. En el 389 a. C. fue enviado por Esparta a Egina para hacerse cargo de la flota espartana. Los espartanos bajo el mando de Teleutias habían expulsado anteriormente a la flota ateniense que bloqueaba Egina. Poco después de tomar el mando, Hierax partió hacia Rodas con la mayor parte de la flota, dejando a Gorgopas, su vicealmirante, con doce trirremes como gobernador en Egina.
No mucho después, Antálcidas fue enviado para reemplazar a Hierax como almirante.